# Stan Pijnenburg
Stan Johannes Franciscus Pijnenburg (Haaren, 4 de noviembre de 1996) es un deportista neerlandés que compite en natación, especialista en el estilo libre.
Ganó una medalla de plata en el Campeonato Mundial de Natación de 2024 y tres medallas en el Campeonato Mundial de Natación en Piscina Corta entre los años 2018 y 2022.
Además, obtuvo dos medallas de plata en el Campeonato Europeo de Natación, en los años 2018 y 2021, y tres medallas en el Campeonato Europeo de Natación en Piscina Corta de 2021.
Estudió los grados de Administración de Empresas en la Universidad de Tilburg y de Marketing Deportivo en el Johan Cruyff Institute.

## Palmarés internacional
| Campeonato Mundial                  | Campeonato Mundial    | Campeonato Mundial | Campeonato Mundial    |
| Año                                 | Lugar                 | Medalla            | Prueba                |
| ----------------------------------- | --------------------- | ------------------ | --------------------- |
| 2024                                | Doha (Catar)          | Medalla de plata   | 4 × 100 m estilos     |
| Campeonato Mundial en Piscina Corta |                       |                    |                       |
| Año                                 | Lugar                 | Medalla            | Prueba                |
| 2018                                | Hangzhou (China)      | Medalla de plata   | 4 × 50 m libre mixto  |
| 2021                                | Abu Dabi (EAU)        | Medalla de bronce  | 4 × 50 m libre        |
| 2022                                | Melbourne (Australia) | Medalla de bronce  | 4 × 50 m libre        |
| Campeonato Europeo                  |                       |                    |                       |
| Año                                 | Lugar                 | Medalla            | Prueba                |
| 2018                                | Glasgow (Reino Unido) | Medalla de plata   | 4 × 100 m libre mixto |
| 2021                                | Budapest (Hungría)    | Medalla de plata   | 4 × 100 m libre mixto |
| Campeonato Europeo en Piscina Corta |                       |                    |                       |
| Año                                 | Lugar                 | Medalla            | Prueba                |
| 2021                                | Kazán (Rusia)         | Medalla de oro     | 4 × 50 m libre        |
| 2021                                | Kazán (Rusia)         | Medalla de bronce  | 200 m libre           |
| 2021                                | Kazán (Rusia)         | Medalla de bronce  | 4 × 50 m estilos      |